# Aaron Boupendza
Aaron Boupendza (Moanda, 7 augustus 1996 – Hangzhou, 16 april 2025) was een Gabonees voetballer die doorgaans als centrumspits speelde. Hij was vooral bekend door topschutter van de Süper Lig (Turkije) te worden met 22 doelpunten in het seizoen 2020/21 voor Hatayspor. Aaron is op 16 april 2025 op 28-jarige leeftijd overleden na een val van de elfde verdieping van zijn appartementsgebouw in China, waar hij sinds begin 2025 onder contract stond bij Zhejiang FC. Boupendza was international van Gabon, waarmee hij deelnam aan het Afrikaans kampioenschap voetbal 2021.